# Emilie Lehmus

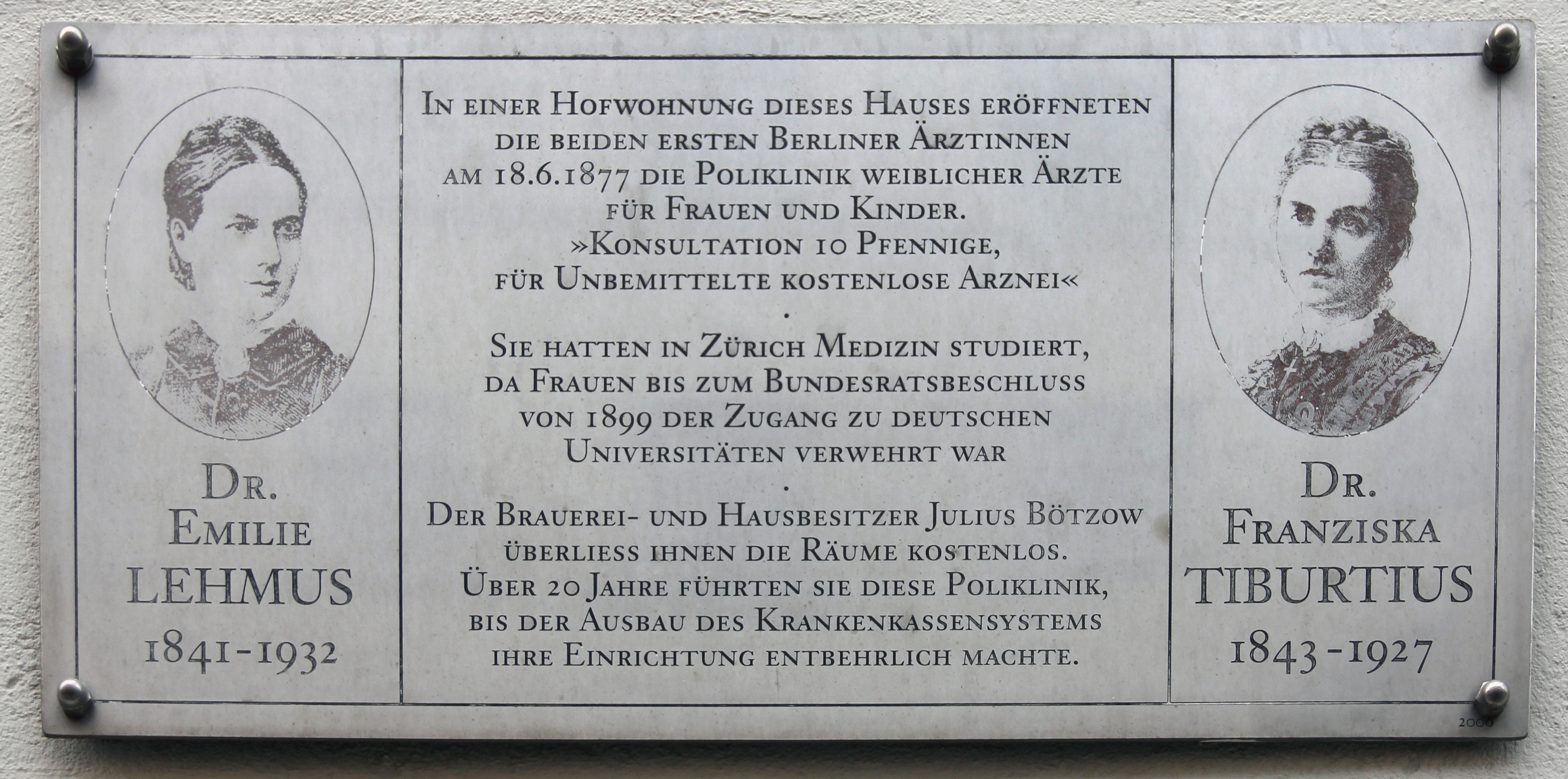
Placa conmemorativa de Emilie Lehmus y Franziska Tiburtius en Berlín

Emilie Lehmus (30 de agosto de 1841 - 17 de octubre de 1932) fue una médica alemana, conocida por ser la primera doctora en Berlín y por fundar el primer policlínico para mujeres y niños de la ciudad.

## Semblanza
Hija del clérigo Friedrich Th. Eduard Lehmus, tras formarse como maestra y estudiar idiomas en París, inició la carrera de medicina en Zúrich. Después de su doctorado con distinción y su pasantía con el ginecólogo Franz von Winckel en Praga, presumiblemente se estableció en Berlín en 1876. Además de su consulta privada, en 1877 organizó el "Poliklinik weiblicher Ärzte für Frauen und Kinder" (un policlínico para mujeres y niños, situado en la calle Alte Schönhauser 23 de Berlín-Mitte) junto con su compañera de estudios Franziska Tiburtius.
En 1881, ambas fundaron el "Pflegeanstalt für Frauen", que luego se expandió a una moderna clínica quirúrgica y ofreció a jóvenes doctoras la oportunidad de capacitarse. Alrededor del año 1900, se vio obligada a abandonar su práctica debido a verse afectada por una neumonía provocada pir una gripe. Cuando se fundó la Vereinigung weiblicher Ärzte (Asociación de Mujeres Doctoras) en 1908, Lehmus apoyó esta iniciativa con una donación de 16.000 marcos.
Tras abandonar la práctica de la medicina, vivió en Múnich durante varios años. Después de la Primera Guerra Mundial vivió con su hermana en Gräfenberg, cerca de Erlangen, trabajando como pianista. Falleció en 1932, siendo enterrada en el cementerio municipal de Fürth, Erlanger Straße 97. 
El matemático berlinés C. L. Lehmus (1780-1863) era su tío abuelo, y era tataranieta del poeta alemán Johann Adam Lehmus (1707-1788).